# Seekopf (Seebach)
Der Seekopf oberhalb von Seebach (Baden) ist ein Gipfel im Hauptkamm des nördlichen Schwarzwalds zwischen Oberrheinebene und Murgtal, auf der Grenze zwischen dem Ortenaukreis und dem Landkreis Freudenstadt. Seine Höhe beträgt 1054,9 m ü. NHN. Der im oberen Bereich aus Buntsandstein aufgebaute Bergrücken gehört zum Naturraum Grindenschwarzwald und Enzhöhen. An seiner westlichen Flanke verläuft die Schwarzwaldhochstraße B 500, unterhalb des Ostabhangs liegt in einem Kar der Wildsee. Über den Berg verläuft der Westweg, der zum ca. 1,5 km südwestlich gelegenen Ruhestein führt. Der Seekopf liegt im Gebiet des 2014 eingerichteten Nationalparks Schwarzwald.
Auf der Gipfelebene liegt das Grab von Julius Euting, einem bekannten Orientalisten und Mitbegründer des Vogesenclubs.

## Namensgleichheit
Nur elf Kilometer weiter nördlich, ebenfalls im Nordschwarzwald, liegt ein weiterer Berg gleichen Namens, der Seekopf bei Forbach-Herrenwies im Landkreis Rastatt.